# Liste der Biografien/Fy
Liste der Biografien |
Portal Biografien |
Personensuche
# |
A |
B |
C |
D |
E |
F |
G |
H |
I |
J |
K |
L |
M |
N |
O |
P |
Q |
R |
S |
T |
U |
V |
W |
X |
Y |
Z |
?
 
Fa |
Fe |
Ff |
Fh |
Fi |
Fj |
Fk |
Fl |
Fm |
Fn |
Fo |
Fr |
Ft |
Fu |
Fy
Die Liste der Biografien führt alle Personen auf, die in der deutschsprachigen Wikipedia einen Artikel haben. Dieses ist eine Teilliste mit 49 Einträgen von Personen, deren Namen mit den Buchstaben „Fy“ beginnt.

## Fy

### Fya
- Fyah, Lutan, jamaikanischer Reggae-MusikerLutan Fyah

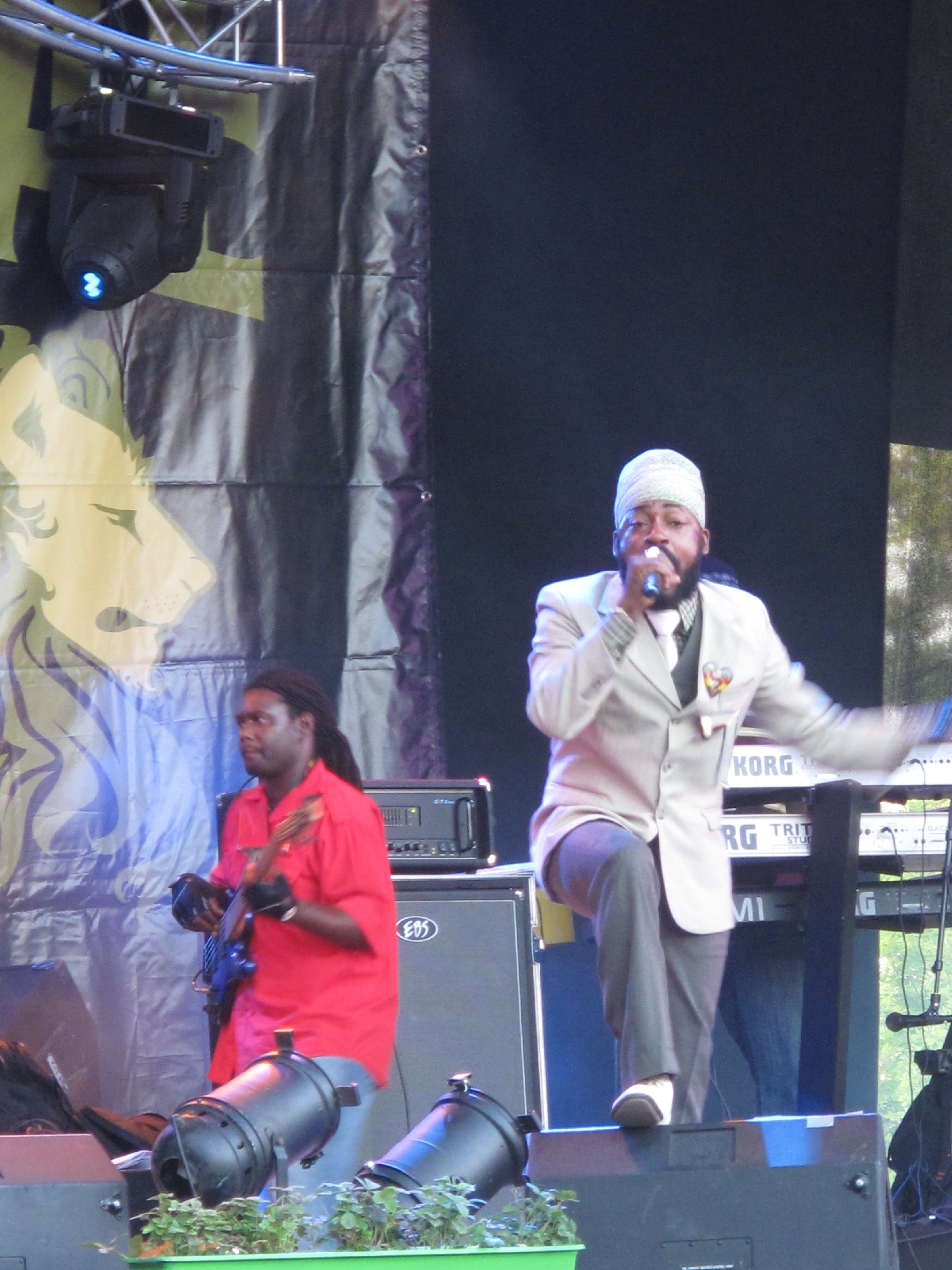
Lutan Fyah

- Fyan, Robert Washington (1835–1896), US-amerikanischer Politiker
- Fyard de Gevigney et de Mercey, Jean-Guillaume (1785–1824), französischer Bataillonskommandant

### Fyd
- Fydell, Richard († 1780), britischer Weinhändler und Politiker
- Fydell, Thomas (1740–1812), britischer Unternehmer und Politiker, Mitglied des House of Commons
- Fydell, Thomas (1773–1814), britischer Politiker, Mitglied des House of Commons
- Fydler, Chris (* 1972), australischer Schwimmer
- Fydrych, Waldemar (* 1953), polnischer gesellschaftlicher Aktivist und Happeningkünstler

### Fye
- Fye, Sheikh Omar (1889–1959), gambischer Politiker
- Fye, Sheikh Omar (* 1960), gambischer Leichtathlet und Politiker

### Fyf
- Fyfe, H. B. (1918–1997), amerikanischer Science-Fiction-Autor
- Fyfe, Lennox, Baron Fyfe of Fairfield (1941–2011), britischer Politiker und Life Peer
- Fyfe, Marion (1897–1986), neuseeländische Zoologin
- Fyfe, Tom (1870–1947), neuseeländischer Bergsteiger
- Fyfe, William Sefton (1927–2013), neuseeländischer Geologe
- Fyffe, Will (1885–1947), schottischer Komiker, Schauspieler und Sänger
- Fyfield, Frances (* 1948), britische Juristin und Krimi-Schriftstellerin

### Fyg
- Fygi, Laura (* 1955), niederländische Jazz-Sängerin und Popsängerin

### Fyj
- Fyjis-Walker, Richard (1927–2013), britischer Diplomat und Regierungsbeamter, Botschafter im Sudan und in Pakistan

### Fyl
- Fyles, Natasha (* 1978), australischei Politikerin, Chief Minister des Northern Territory
- Fylgien (* 1980), deutscher rechtsextremer Liedermacher
- Fylkesnes, Torgeir Knag (* 1975), norwegischer Politiker
- Fylypowytsch, Pawlo (1891–1937), ukrainischer Schriftsteller, Literaturkritiker und Übersetzer

### Fyn
- Fynbo, Jens (1912–2006), dänischer Kaufmann
- Fynderne, Thomas († 1464), englischer Ritter
- Fynes, Savatheda (* 1974), bahamaische Sprinterin und Olympiasiegerin
- Fynn, David, irischer Schauspieler
- Fynn, Henry Francis (1803–1861), britischer Reisender und Händler
- Fynn, Mark (* 1985), simbabwischer Tennisspieler
- Fynsk, Christopher (* 1952), Literaturwissenschaftler

### Fyo
- Fyoll, Conrad, deutscher Maler und Bildschnitzer
- Fyoll, Hans (1460–1531), deutscher Maler
- Fyoll, Sebald († 1462), Maler der Spätgotik

### Fyr
- Fyrstenberg, Mariusz (* 1980), polnischer Tennisspieler
- Fyrwald, Erik (* 1959), US-amerikanischer Manager

### Fys
- Fysh, Hudson (1895–1974), australischer Flugpionier und Geschäftsmann
- Fysh, Philip (1835–1919), australischer Politiker, Premierminister von Tasmanien, Bundesminister
- Fyssas, Panagiotis (* 1973), griechischer Fußballspieler
- Fyssas, Pavlos (1979–2013), griechischer Hip-Hop-Musiker und antifaschistischer AktivistPavlos Fyssas (1979–2013)

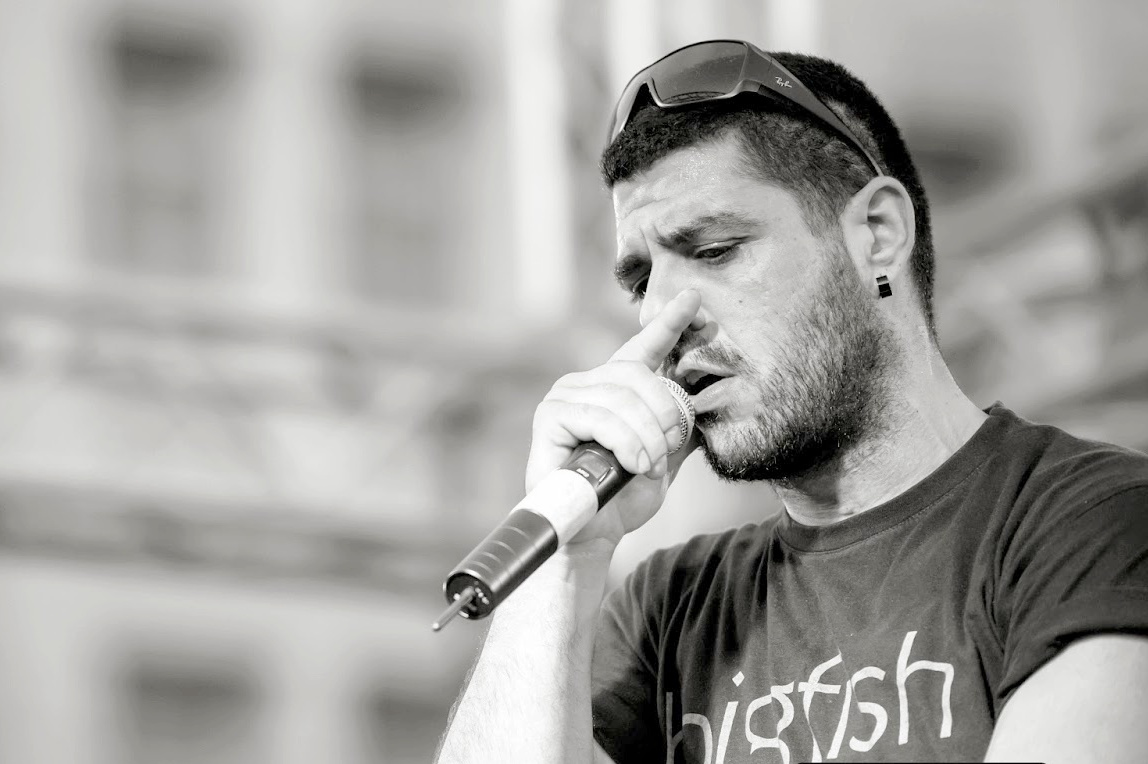
Pavlos Fyssas (1979–2013)

- Fyssoun, Petros (1933–2016), griechischer Schauspieler

### Fyt
- Fyt, Jan (1611–1661), flämischer Maler
- Fytalis, Georgios (1830–1901), griechischer Bildhauer
- Fytalis, Lazaros (1831–1909), griechischer Bildhauer
- Fytanidis, Sokratis (* 1984), griechischer Fußballspieler

### Fyv
- Fyvel, T. R. (1907–1985), Schriftsteller, Journalist und Literaturredakteur
- Fyvie, Fraser (* 1993), schottischer Fußballspieler
- Fyvolent, Robert, US-amerikanischer Filmproduzent

### Fyz
- Fyzee, Asaf Ali Asghar (1899–1981), indischer ismailitischer Diplomat und Jurist, Herausgeber und Kommentator des Da'a'im al-Islam
- Fyzee, Hassan-Ali (1879–1962), indischer Tennis-, Badminton- und Tischtennisspieler